# بازار جمعة
بازار جمعة (بالفارسية: بازارجمعه) هي مدينة تقع في محافظة غيلان، إيران في منطقة شاندرمان. يقدر عدد سكانها بـ 3,866 نسمة .